# Kathrin Kaltenhauser
Kathrin Kaltenhauser (* 1. Juni 1983 in Schwaz) ist eine österreichische Politikerin (ÖVP) und Landwirtin. Von 2013 bis 2019 war sie Abgeordnete zum Tiroler Landtag.

## Biographie
Kaltenhauser besuchte zwischen 1989 und 1993 die Volksschule in Strass im Zillertal und absolvierte danach von 1993 bis 1997 die Hauptschule in Jenbach. Danach wechselte sie 1997 an die HBLA für Land- und Ernährungswirtschaft in Kematen in Tirol, an der sie 2002 maturierte. Sie arbeitete von 2003 bis 2007 als Angestellte beim Maschinenring und war zwischen 2007 und 2009 Beraterin in der Landwirtschaftskammer Tirol. Seit 2009 ist sie beruflich als Landwirtin tätig. Sie führt nach einem privaten Schicksalsschlag in ihrer Familie gemeinsam mit ihrer Mutter den Bauernhof in Strass im Zillertal im Vollerwerb.
Kaltenhauser trat im Alter von 15 Jahren der Tiroler Jungbauernschaft/Landjugend bei und war von 2002 bis 2005 Schriftführerin der Jungbauernschaft/Landjugend Strass im Zillertal. Sie stand der Jungbauernschaft/Landjugend in Strass im Zillertal zwischen 2005 und 2008 als Ortsleiterin vor und übernahm im Jahr 2008 die Landesleitung der Tiroler Jungbauernschaft/Landjugend, wobei sie im Jahr 2011 wiedergewählt wurde. Zudem ist Kaltenhauser Obmann-Stellvertreterin der Österreichische Jungbauernschaft. Kaltenhauser wurde im Februar 2012 als Kandidatin der ÖVP für die Landtagswahl 2013 präsentiert, und in der Folge auf den zweiten Platz der ÖVP-Landesliste gereiht.
Anfang September 2019 wurde ihr Rückzug aus der Politik bekannt, ihr Landtagsmandat übernahm Martin Wex. Die Bezirkspartei im Bezirk Schwaz leitete Karl-Josef Schubert geschäftsführend als Obmann, im Dezember 2020 wurde Hermann Gahr zum ÖVP-Bezirksobmann gewählt.